# Circonscription de Ouezzane
La circonscription de Ouezzane est la circonscriptions législatives marocaines de la province de Ouezzane située en région Tanger-Tétouan-Al Hoceïma. Elle est représentée dans la Xe législature par Abdelaziz Lachehab, Mohamed Ihouiyet et Wiam El Mharchi.

## Historique des députations
| Législature | Début de mandat  | Fin de mandat    | Députés élus | Députés élus             | Députés élus | Députés élus            | Députés élus | Députés élus           |
| ----------- | ---------------- | ---------------- | ------------ | ------------------------ | ------------ | ----------------------- | ------------ | ---------------------- |
| IXe         | 26 novembre 2011 | 7 octobre 2016   |              | Abdelhalim Allaoui (PJD) |              | Abdelaziz Lachehab (PI) |              | Mohamed Hajjouji (PAM) |
| Xe          | 8 octobre 2016   | 8 septembre 2021 |              | Mohamed Ihouiyet (USFP)  |              | Abdelaziz Lachehab (PI) |              | Wiam El Mharchi (PAM)  |
| XIe         | 9 septembre 2021 | ?                |              | Mohamed Ihouiyet (RNI)   |              | Abdelaziz Lachehab (PI) |              | Larbi Lamharchi (PAM)  |

## Historique des élections

### Découpage électoral d'octobre 2011

#### Élections de 2016
| Parti       | Parti                                         | Voix    | %      | Député(s) élus     |  |
| ----------- | --------------------------------------------- | ------- | ------ | ------------------ |  |
|             | Parti authenticité et modernité (PAM)         | 24 871  | 32,29  | Wiam El Mharchi    |  |
|             | Parti de l'Istiqlal (PI)                      | 14 269  | 18,53  | Abdelaziz Lachehab |  |
|             | Union socialiste des forces populaires (USFP) | 11 190  | 14,53  | Mohamed Ihouiyet   |  |
|             | Parti de la justice et du développement (PJD) | 10 322  | 13,40  |                    |  |
|             | Rassemblement national des indépendants (RNI) | 7 513   | 9,76   |                    |  |
|             | Union constitutionnelle (UC)                  | 3 965   | 5,15   |                    |  |
|             | Parti du progrès et du socialisme (PPS)       | 2 270   | 2,95   |                    |  |
|             | Front des forces démocratiques (FFD)          | 834     | 1,08   |                    |  |
|             | Mouvement populaire (MP)                      | 609     | 0,79   |                    |  |
|             | Fédération de la gauche démocratique (FGD)    | 599     | 0,78   |                    |  |
|             | Mouvement démocratique et social (MDS)        | 385     | 0,50   |                    |  |
|             | Parti de la renaissance (PAN)                 | 107     | 0,14   |                    |  |
|             | Parti de la société démocratique (PSD)        | 82      | 0,11   |                    |  |
|             |                                               |         |        |                    |  |
| Inscrits    | Inscrits                                      | 128 876 | 100,00 |                    |  |
| Abstentions | Abstentions                                   | 51 860  | 40,24  |                    |  |
| Exprimés    | Exprimés                                      | 77 016  | 59,76  |                    |  |

#### Élections de 2021
| Parti       | Parti                                                       | Voix    | %      | Députés élus       |  |
| ----------- | ----------------------------------------------------------- | ------- | ------ | ------------------ |  |
|             | Rassemblement national des indépendants (RNI)               | 30 619  | 31,74  | Mohamed Ihouiyet   |  |
|             | Parti authenticité et modernité (PAM)                       | 27 818  | 28,84  | Larbi Lamharchi    |  |
|             | Parti de l'Istiqlal (PI)                                    | 17 214  | 17,84  | Abdelaziz Lachehab |  |
|             | Union socialiste des forces populaires (USFP)               | 12 545  | 13,00  |                    |  |
|             | Parti de la justice et du développement (PJD)               | 5 712   | 5,92   |                    |  |
|             | Mouvement populaire (MP)                                    | 1 150   | 1,19   |                    |  |
|             | Parti du progrès et du socialisme (PPS)                     | 734     | 0,76   |                    |  |
|             | Parti vert marocain (PVM)                                   | 308     | 0,32   |                    |  |
|             | Parti de l'environnement et du développement durable (PEDD) | 186     | 0,19   |                    |  |
|             | Parti de la réforme et du développement (PRD)               | 108     | 0,11   |                    |  |
|             | Parti de la renaissance (PAN)                               | 62      | 0,06   |                    |  |
|             | Parti démocratique de l'indépendance (PDI)                  | 17      | 0,02   |                    |  |
|             |                                                             |         |        |                    |  |
| Inscrits    | Inscrits                                                    | 145 094 | 100,00 |                    |  |
| Abstentions | Abstentions                                                 | 48 621  | 33,51  |                    |  |
| Exprimés    | Exprimés                                                    | 96 473  | 66,49  |                    |  |